# Modern Baseball
Modern Baseball (с англ. — «Современный бейсбол»), иногда сокращенно MoBo — американская эмо-группа из Филадельфии, штат Пенсильвания, в состав которой входили Брен Люкенс, Джейк Эвальд, Шон Хубер и Йен Фармер. Группа образовалась в 2012 году в Университете Дрекселя и выпустила свой первый альбом Sports на лейбле Lame-O Records в том же году. Их следующие альбомы You're Gonna Miss It All и Holy Ghost были выпущены на лейбле Run for Cover Records в 2014 и 2016 годах соответственно. В 2017 году группа объявила о бессрочном перерыве.

## Характеристики
Стиль
Дебютный альбом группы Sports описывался как мидвест-эмо, фолк-панк, поп и поп-панк. You're Gonna Miss It All также описывался как эмо, фолк-рок, инди-фолк, инди-рок, поп-панк, пауэр-поп, и рок. Holy Ghost описывался как эмо и инди-рок.

## Дискография
Смотри статью «Дискография Modern Baseball» в англ. разделе.
Альбомы
- Sports (2012)
- You're Gonna Miss It All (2014)
- Holy Ghost (2016)